# Katrien Caymax
Katrien Caymax (* 17. März 1951 in Meeuwen-Gruitrode; † 14. September 2016) war eine belgische Graphikerin und Malerin. 
Katrien Caymax studierte Graphik an der Kunsthochschule Hasselt in Belgien. Ihre ersten Radierungen waren sehr streng schwarz-weiß ausgeführt. An der Universität Belgrad erlernte sie die Grundtechnik der Farbgraphik, die sie später weiterentwickelte. Dieses führte sie danach auch zum Malen. 
Caymax suchte bewusst neue technische Lösungen und entwickelte in den achtziger Jahren ein neuartiges Herstellungsverfahren für Farbgraphiken. Ihre farbreichen Bilder mit großer malerischer Ausstrahlung bekamen unmittelbar allgemeine Anerkennung. Heute hat sie die bewährten Produktionstechniken völlig hinter sich gelassen und gestaltet sie ihre Graphik mittels des Computers. Als Malerin hat sie alle Techniken ausprobiert, aber zuletzt beschränkte sie sich auf die Gouachetechnik. 
Typisch für ihre Ausdrucksart sind die fließende Linie und die lautere Palette. Katrien Caymax strebte nach förmlicher Klarheit, wodurch die Farben eine sehr starke Wirkung bekommen. Ihre Ausdrucksweise ist zweidimensional und ihre Figuren sind ein wenig deformiert. Dabei werden die Linien und Flächen hervorgehoben. 
Ihr Œuvre ist durchaus figurativ und die meisten ihrer Werke haben die weibliche Figur als Motiv. Dabei verbirgt ihre typische ironische Vorgehensweise und vermeintlich naive Zeichnung eine tieferliegende Bedeutung. 
Das Œuvre von Katrien Caymax wurde in Belgien, der Niederlande, Frankreich, England, Deutschland, Spanien, Polen, Marokko, der Schweiz und den Vereinigten Staaten ausgestellt.
Sie verstarb im Alter von 65 Jahren.